# Гуджаратська кухня
Ґуджаратська кухня — це кухня штату Ґуджарат, що на заході Індії.
Типовий ґуджаратський тгалі складається з роті, далу або кадгі, ису та шааку (страва, що складається з декількох різних поєднання овочів та спецій, які можуть бути як пряними, так і солодкими). Тгалі також включає страви, приготовлені з бобових або цільної квасолі (ґуджаратською катгор) такі, як мунґ, чорноока квасоля тощо, закуски (фарсан), такі як дгокла, тратра, самоса, фафда тощо, та солодощі (міштан) як могантгал, джалебі, дудг пак тощо. Ґуджаратська кухня сильно відрізняється за смаком та температурою, залежно від смаків родини, а також регіону Ґуджарату, до якого вони належать. Північний Гуджарат, Катхіавар, Кач, Центральний Гуджарат і Південний Гуджарат є п'ятьма основними регіонами Ґуджарату, які мають їхній унікальний почерк у гуджаратській кухні. Багато гуджаратських страв виразно солодкі, солоні та гострі одночасно.
Незважаючи на широке узбережжя, що постачає корисні морепродукти, Ґуджарат є переважно вегетаріанським штатом через вплив джайністського вегетаріанства. Однак чимало спільнот включають у свій раціон морепродукти, курку та баранину.

## Основні продукти
Основними продуктами є домашнє кічарі (рис і сочевиця або рис і вігна), а також чаас (сколотини) і пікулі. Основні страви — це приготування на пару варених овочів з різними спеціями і далом, які додаються до ваґгару, який являє собою суміш спецій, що нагріваються в маслі, яка змінюється в залежності від основних інгредієнтів. Сіль, цукор, лимон, лайм та помідори часто використовуються для запобігання зневоднення в районі, де температура сягає 50 °С у тіні. Зазвичай додають трохи цукру або смаженого м'яса в деякі овочеві страви та дал, що покращує злегка м'який смак овочів.

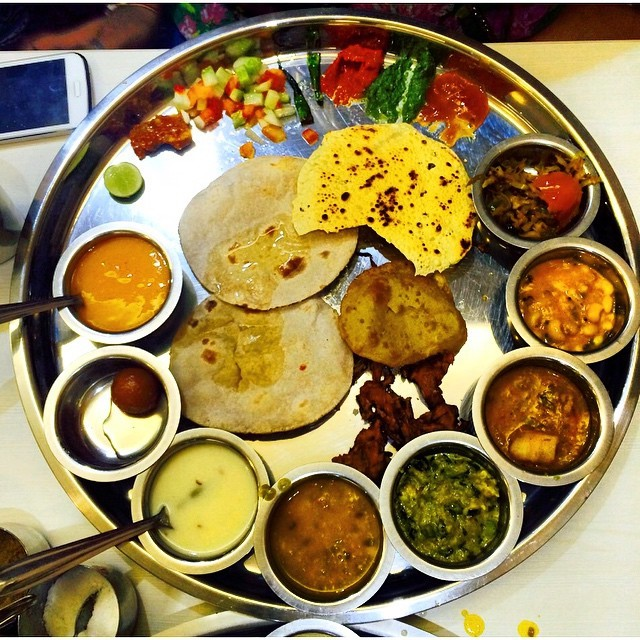
Гуджаратський тгалі, різноманітна традиційна страва, що подається в Гуджараті

Кухня змінюється із сезонною доступністю овочів. Влітку, коли манго дозріло і широко доступне на ринку, наприклад, кері но рас (свіжа мангова м'якоть) часто є невід'ємною частиною їжі. Використовувані спеції також змінюються залежно від сезону. Влітку ґарам масала та спеції, що входять до її складу, використовують менше. Регулярне голодування, дотримуючись дієти, обмеженої молоком, сухофруктами та горіхами, є звичним явищем.
Нині деякі ґуджаратці все частіше захоплюються дуже гострими та смаженими стравами. Є багато кухарів, які придумали поєднання західної та ґуджаратської їжі. Ґуджаратці — це переважно вегетаріанці, хоча деякі групи у штаті споживають курку, яйця та рибу.
Плоский хліб, приготовлений із байра, має харчову цінність, подібну до інших продуктів харчування на основі борошна. Основні страви в селах поблизу Саураштри в холодні зими складаються з товстих роті, яку називають ротла з борошна баджра (борошно з перлового пшона) та бгакрі з пшеничного борошна, часникового чатні, цибулі та чаасу.
Солодощі (десерти), що подаються як тгалі, зазвичай виготовляються з молока, цукру та горіхів. Сухі солодощі, такі як маґи та гогра, зазвичай роблять для урочистостей, таких як весілля, або в Дівалі. 
[джерело?]
Ґуджаратська кухня також відрізняється широким вибором фарсану, який є доповненням до основної страви та подається разом із нею. Деякі фарсани їдять як закуски або легкі страви самі по собі.
Ґуджаратці часто називають дал-бгат-роті-сак своїм щоденним прийомом їжі. Для особливих випадків цей базовий квартет доповнюється додатковим шаком, солодкими стравами та фарсаном. Святковий гуджаратський тгалі часто містить понад десяток інгредієнтів. Правила дієти обмежують допустиме поєднання страв. Наприклад, якщо потрібно подавати кадгі, тоді також буде включений інгредієнт сочевиці, такий як чуті дал, вал або вігна. Солодка страва, що супроводжує кадгі, швидше за все, буде на основі молока або йогурту, наприклад, дудгпак чи шрікганд. Однак раїта на основі йогурту не подається до такої трапези. Святкові страви, основані на далу, як правило, є солодкою стравою такі, як лапсі або ладду як солодкий додаток. Чимало ґуджаратських сімей роблять і вживають мунґ-дал у своєму раціоні по середах. Існують встановлені комбінації спецій, які, на думку деяких людей, полегшують травлення, які їдять разом із різними продуктами.
У прибережному Ґуджараті громада Харва розробила кухню, що складається зі свіжої та сушеної риби. Поширеними морепродуктами є помфрети, хандви, ґедади, сурмаї, креветки, краби, омари і нарсінґа (кальмари).
Ґуджаратський тгалі іноді розглядають як нехитрий, хоча він може бути детально розроблений. Нинішній прем'єр-міністр Індії Нарендра Моді часто пригощав ґуджаратськими стравами своїх особливих закордонних гостей, таких як Абе Сіндзо чи прем'єр-міністра Португалії Антоніу Кошта. Сам Моді, як кажуть, віддає перевагу хічді, навіть під час закордонних поїздок, з чого іноді глузували опозиційні політики.
Виразні риси
Ґуджаратська кухня відрізняється за смаком та іншими особливостями залежно від регіону. Можна відзначити, що їжа із Сурату, Катчі, Катгіавару та Північного Ґуджарату є найбільш виразною. Смаки також відрізняються залежно від сімейних уподобань. Найбільш популярні ґуджаратські страви мають солодкий смак, оскільки традиційно цукор або джаґері додають до більшості ґуджаратських страв, таких як овочі та дал. Крім того, ґуджаратські страви готують унікальними способами, причому деякі страви підсмажують, тоді як інші готують на пару, при цьому варять овочі та спеції або дал, а пізніше до них додають вагар/чонк (смажені спеції) для підкреслення смаку.

## Список ґуджаратських вегетаріанських страв

### Хліб

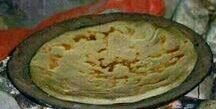
Баджрі но ротло

- Ротла (બાજરીનો રોટલો): товстий пшеничний хліб із пшоняного борошна, який зазвичай смажать на вугіллі в глиняній сковороді.
- Макаї но ротло: товстий корж із кукурудзяного борошна, який зазвичай смажать на вугіллі в глиняній сковороді.
- Бгакрі: Виготовлений із цільнозернове борошно, густішого за роті.
- Фулька роті (також званий роті або чапаті): виготовляється із цільнозернового борошна, розкачаного в тонкому вигляді.[12]
- Джувар но ротло: товстий коржик із сорго.
- Паротга: несильно обсмажений цільнозерновий корж.
- Пурі: виготовляється із цільнозернового борошна, обсмаженого у фритюрі.
- Тгепла/дгебра (થેપલા / ઢેબરા): виготовляється із суміші борошна, обсмаженого на сковороді, м'яко приправленого, зазвичай містить подрібнені овочі.
- Пудла (солодощі): готується із суміші борошна, обсмаженого на сковороді.
- Раджгіра ні пурі

### Рис
На додаток до простого рису, гуджаратська кухня також включає страви на основі рису, такі як:
- Біранж: Рис на пару, приправлений шафраном, цукром та сухофруктами.
- Хатта-мітта бгаат (кислий і солодкий рис): рис, відварений із картоплею та спеціями, жовтого кольору з додаванням лимонної цедри.
- Дудгпак: Рисовий пудинг, виготовлений шляхом варки рису з молоком та цукром, ароматизованим кардамоном, родзинками, шафраном, кеш'ю, фісташками або мигдалем. Зазвичай його подають як десерт.
- Кічарі (рис&дал): приготовлений, як каша із додаванням ґгі, дахі (йогурт) та пікулі.
- Пулао (рис з овочами)
- Хічу : рисове борошно замішане, вариться у солоній воді із зеленим чилі та кмином.
- Сабудана Хічаді
- Фада ні хічді

### Овочі (Шак)
- Батета ну Шак (картопляне карі)
- Батета сухі бгаджі (суха картопля)
- Батета канда ну шак (картопля та цибулевий карі)
- Батета ринґан ну шак (картопля та баклажани карі)
- Батета ґувар ну шак (карі з картоплі та гуарових бобів)
- Батета чавлі ну шак (картопля та глосарій довгі боби)
- Лазанія батета (картопляне карі зі смаком часнику)
- Бгарела рінґан (фарширований сухий баклажан)
- Бгарела бгінда(фарширована суха бамія)
- Бгарела карела (фарширований сухий карелу)
- Бгінда ну шак (суха бамія)
- Бгінда батека ну шак (суха бамія&картопля)
- Ватана батака ну шак (картопля та горох карі)
- Чола ну шак (чорноокий горох карі)
- Чавлі рінґан батека ну шак (глосарій довга квасоля, салат та картопляне карі)
- Дга зі стручкового перцю ну шак (сухий коріандр, стручковий перець та карі з борошна нуту)
- Дудгі батета ну шак (тиква звичайна та картопляне карі)
- Рінґан батета ну шак (баклажани та картопляне карі)
- Дудгі чана ні дал ну шак (тиква звичайнатиква звичайна та розмелений чорний нут карі)
- Дудгі ґантія ну шак (тиква звичайна)
- Дудгі маґ ні дал ну шак (карі з гарбуза та квасолі маш)
- Дудгі ну шак (карі з тикви звичайної)
- Фансі ма дгоклі ну шак (французьке квасолеве карі з дамплінгами)
- Фансі ну шак (сухе карі із зеленої квасолі)
- Ґантіа ну шак[13]
- Ґатгода ну шак
- увар ну шак (шматочки квасолі карі)

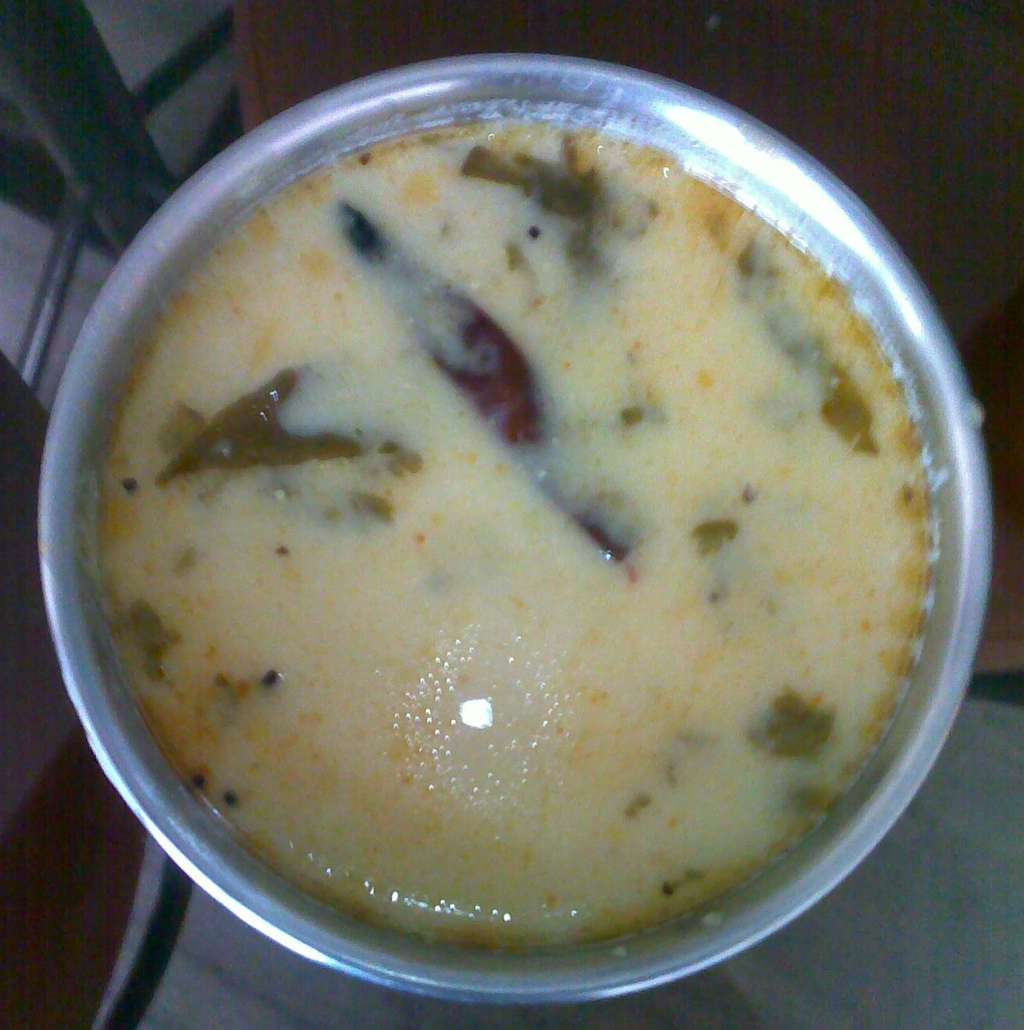
Ґуджаратське кадгі

- Кадгі (карі, приготовлене із сколотини чгашу та нутового борошна, зазвичай солодке або гостре)
- Канда батака ну шак (цибулеве та картопляне карі)
- Карела ну шак (карі з гіркого гарбуза)
- Кобі батета ну шак (капустяне та картопляне карі)
- Кері ну шак (манґо карі)
- Кобі папді ну шак (карі з капусти та квасолі)
- Маг ну шак (карі з вігни)
- Меті ну шак (каррі з гуньби сінної)
- Меті батета ну шак (листя гуньби та картопляне карі)
- Панчкутію шак (карі з п'яти овочів, що складається з гірського гарбуза, картоплі, пляшкового гарбуза, баклажанів і зеленого горошку)
- Парвал батета ну шак (карі із загостреного гарбуза і картоплі)
- Рінґан ну шак (баклажанне карі)
- Рінґан но оро (смажене баклажанне пюре з каррі)
- Сев тамета ну шак (карі з помідорів та севу)
- Самбгарію шак (фарширована плющівка, дитяча картопля, солодка картопля та баклажанне карі)
- Тамета батета ну шак (томатне та картопляне карі)
- Тіндода ну шак (карі з тінділі)
- Тіндода батетану шак (карі з тінділі)
- Тамета мутгіяну шак
- Палак ну шак (карі з листя шпинату)
- Ундгію: змішана овочева запіканка, яку традиційно готують догори дном під землею у земляних горщиках, що запікається зверху. Ця страва зазвичай готується з овочів, доступних на узбережжі Південного Ґуджарату в зимовий сезон, включаючи (серед іншого) зелену квасолю, незрілий банан, мутгію та фіолетовий ямс. Вони готуються в гострому карі, який іноді включає кокос. Сурті ундгію — варіант, який подають із пурі на весіллях та бенкетах. Знову ж це змішані овочеві запіканки, приготовлені з червоною сочевицею, приправлені спеціями, тертим кокосовим горіхом та пальмовим цукром у м'якому соусі. Його прикрашають подрібненим арахісом та підсмаженим тертим кокосовим горіхом, а подають з рисом або роті. Ця страва дуже популярна у всьому Ґуджараті, і більшість ґуджаратських сімей їдять її принаймні раз на рік на Макара-санкранті.
- Вал пападі ну шак (карі з плоскої квасолі)
- Дал дгоклі

### Гарніри (Фарсан)

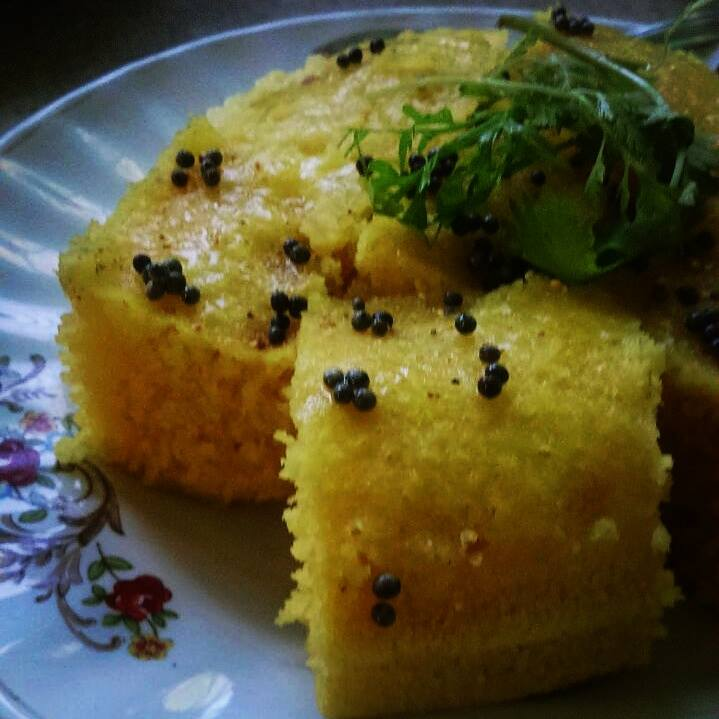
Хаман дгокла

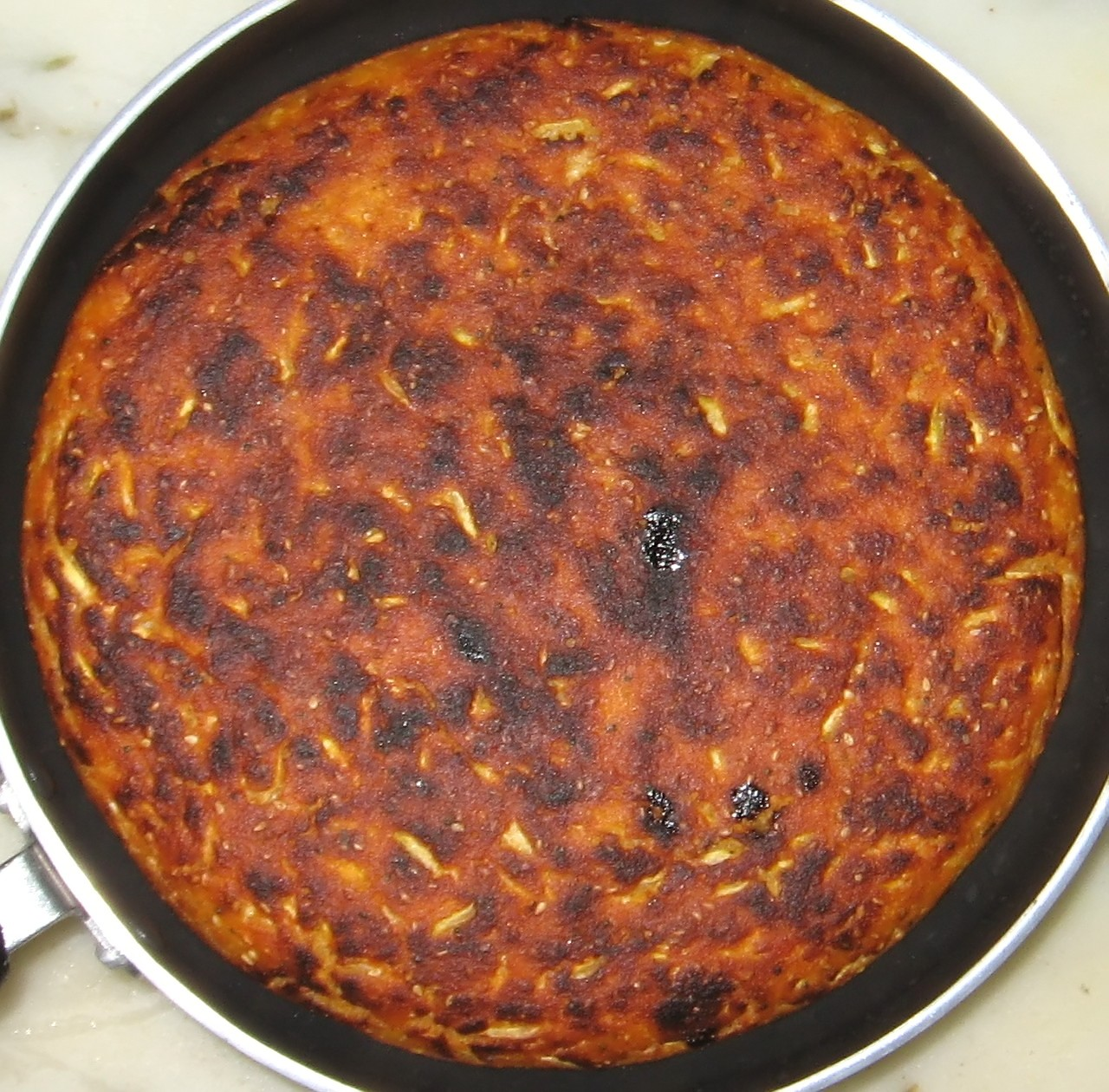
Гандво

Фарсан — це гарніри в ґуджаратській кухні.
- Дабелі (хліб, фарширований пряною сумішшю масала)[14]
- Бгаджія (смажені закуски у фритюрі, популярний сорт — пакора)
- Дал вада (смажені закуски у фритюрі, популярний сорт — дал пакода)
- Лочо (відомий сорт сурті з нутового борошна)
- Алу пурі (ще один відомий сорт сурті)
- Чаат (суміш шматочків картоплі, хрусткого смаженого хліба та спецій, заправлених чатні, коріандром та йогуртом)
- Дахі вада (смажені вареники, приправлені йогуртом, посипані сіллю, кмином та каєнським перцем)
- Дгокла (торт на пару, приготовлений переважно з рисового борошна)
- Гандво (торт на пару з рисового борошна, квасолі, йогуртів та тикви звичайної)
- Качорі (Вареник у фритюрі, виготовлений із борошна, наповнений начинкою з жовтої вігни проментистої, чорного перцю, каєнського перцю та імбиру)
- Хаман (торти на пару з нутового борошна, прикрашені зеленим перцем чилі та кінзою.) Типи хаманів: нейлон хаман і ваті дал на хаман.
- Хандві (рол із нутового борошна і дагі (йогурт) увінчана насінням гірчиці, коріандру і тертого кокосу)
- Упма
- Хічу (густа суміш, схожа на кашу, приготовлена з рисового борошна та заправлена насінням кмину. Після приготування суміш часто приправляють олією, каєнським перцем та сіллю.)
- Лілва качорі (різновид качорі, приготовлений із голубиного горошку)
- Патра (патарвелія)
- Метгі на ґота (смажені пельмені з гуньби сінної)
- Мутгія (вареник на пару з нутового борошна, гуньба сінна, сіль, куркума та каєнський перець. Приготовлені на пару вареники можна також обсмажити з насінням гірчиці.)
- Паніпурі (круглий порожнистий корж, який наповнений смаженою та хрусткою картоплею, чорним нутом та заправлений водою, приправленою м'ятою та зеленим перцем чилі, та тамариндним чатні.)
- Сев хамані (Тертий хаман, увінчаний хрустким, смаженим севом.)
- Овочева гандва (подають її гарячою з чатні або томатним соусом або солінням.)
- Дал вада, вааті дал на бгаджія
- Баджарі на лот на метгі на вада (зелений пажитник вада, приговлений із борошном баджара)
- Макаї но дана (кукурудза чевда)
- Сабудана на вада
- Хічдо
- Батата вада
- Кела вада (вареники зі смаженим бананом)
- Ратаду на вада (оладки ям)
- Бафела (на пару) мутгія (з будь-якого овоча)
- Тадела бгаат на мутгія (смажені рисові оладки)
- Понк на вада
- Хаджа
- Ундхію

### Закуски (Наста)

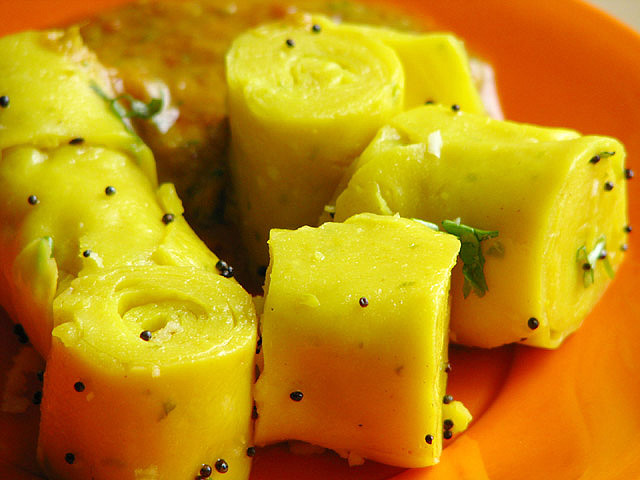
Хандві, популярна гуджаратська закуска

- Чакрі
- Хорафалі
- Фафда
- Ґантгія
- Хахра
- Матгія
- Сев (Палак сев, Алу сев)
- Сев мамра
- Лазанія мамра
- Дгокла
- Порбандар хаджлі
- Хандві
- Метгі сакарпара
- Метгі мутгія
- Раґда петіс
- Начні метгі мутгіас
- Тювер лілва качорі
- Кхічу папді
- Хаман
- Матгія
- Тгапда

### Дал (бобові)
- Мунґ дал
- Ґуджаратський кадгі
- Кадг (середнє між кадгі та далом)
- Туер дал
- Мікс дал

### Мітгай (солодощі)
- Ададія
- Джадарію
- Сутарфені
- Кансар
- Майсур
- Галвасан
- Аадупак
- Мальпуа
- Кері но рас
- Басунді
- Ґгарі
- Гухра
- Гебар або Гевар
- Соан-папді
- Магас (або Магадж)
- Сухаді

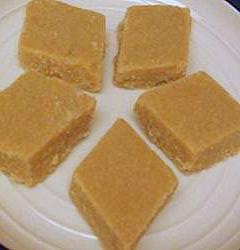
Сухаді

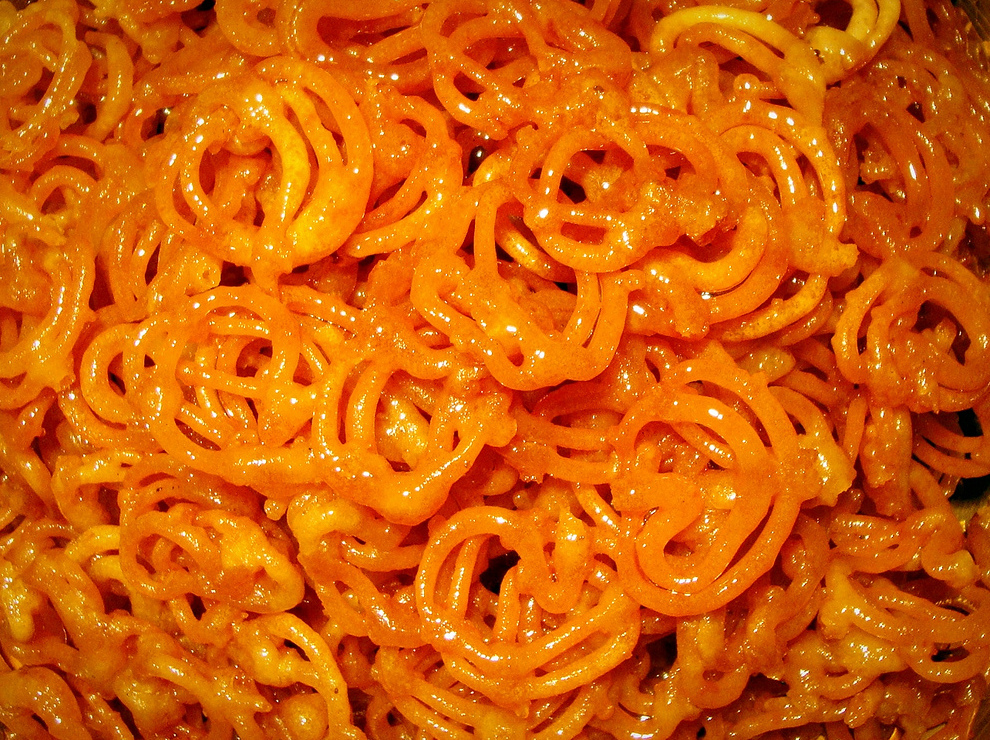
Джалебі

- Могантгар/Могантгал (нутове борошно фадж)
- Гаум ні сев (пшеничне борошно сев)
- Ронвелія
- Пенда
- Барфі
- ЛаддуМогантгал — відомі ґуджаратські солодощі

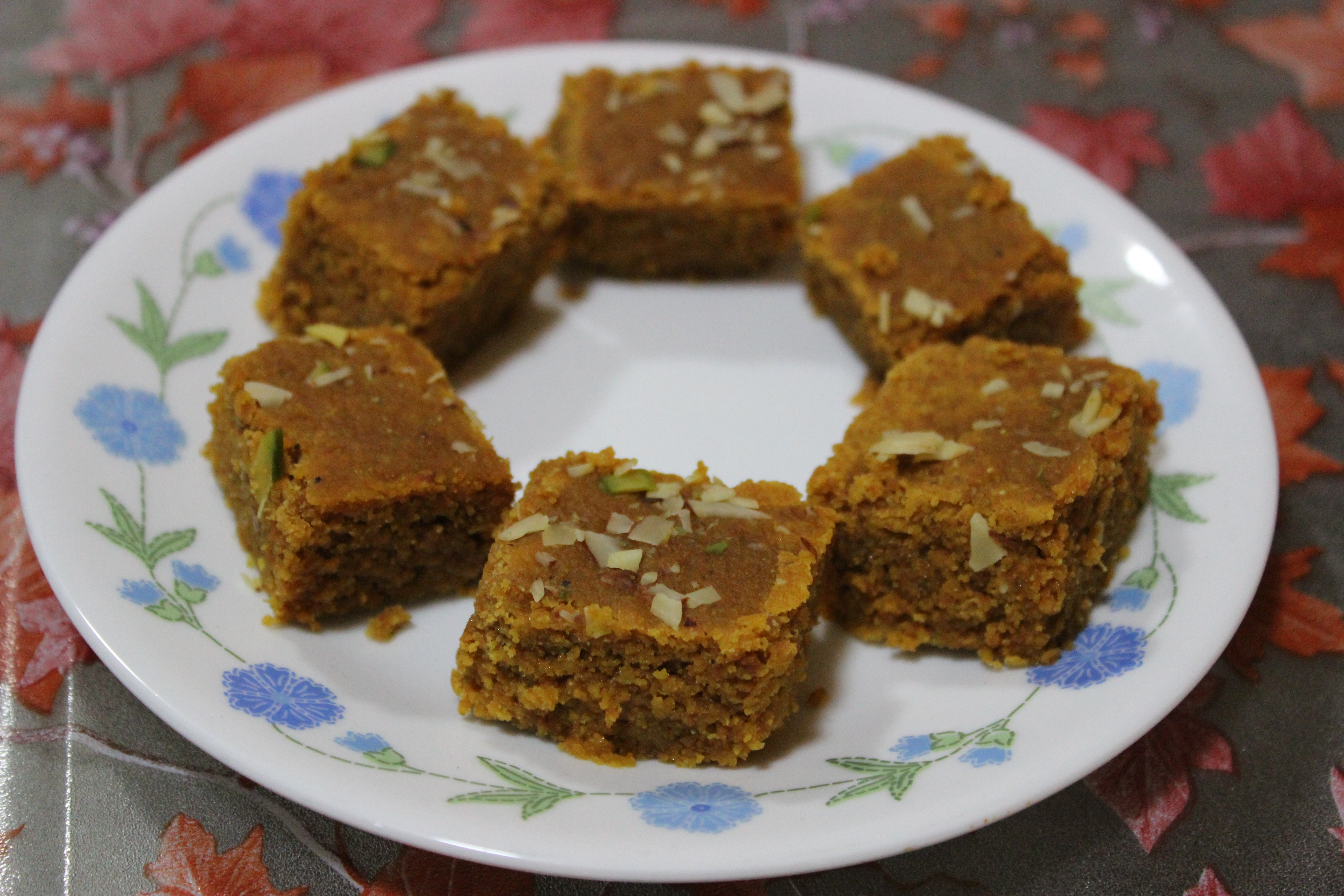
Могантгал — відомі ґуджаратські солодощі

- Шіро (солодощі з манного або пшеничного борошна або раджегро)
- Гухра
- Джалебі
- Шрікганд
- Солодкий сев
- Лапсі
- Дудгпак
- Шаккарпара
- Копра паак
- Дудгі но галво
- Каджу катрі
- Ґулаб джамун
- Велан лапсі
- Буряк но галво
- Мунґ дал галва
- Фада бі лапсі
- Нанхатай

### Приправи
- Чатні
- Раїта
- Атгану
- Пападум або Папад
- Пападі
- Масала папад
- Качу [ <span title="Your explanation here (February 2017)">цитування</span> ][ <span title="Your explanation here (February 2017)">цитування</span> ]
- Чхундо
- Мурбо
- Чхас (сколотини)

### Спеції та приправи
- Кокум
- Аамблі або Аамлі (тамаринд)
- Ґод (джаґері)
- Чаат масала
- Гардар або Гаведж (порошок куркуми)
- Котгмір (коріандр)
- Елайчі (кардамон)
- Ґарам масала (Суміш сухих спецій, смаженого та порошку)
- Гінґ (асафетида)
- Джеру (кмин)
- Кесар (шафран)
- Лілу марчу (зелений перець)
- Лал марчу (каєнський перець)
- Метгі (гуньба сінна — листя та насіння)
- Фудіно або пудіна (м'ята)
- Сунтг (імбирний порошок)
- Лавінґ (гвоздика)
- Мітго лімбдо (листя карі)
- Дганано (насіння коріандру)
- Синґадана (мелені горіхи)